# Long Xuyên (huyện cũ)

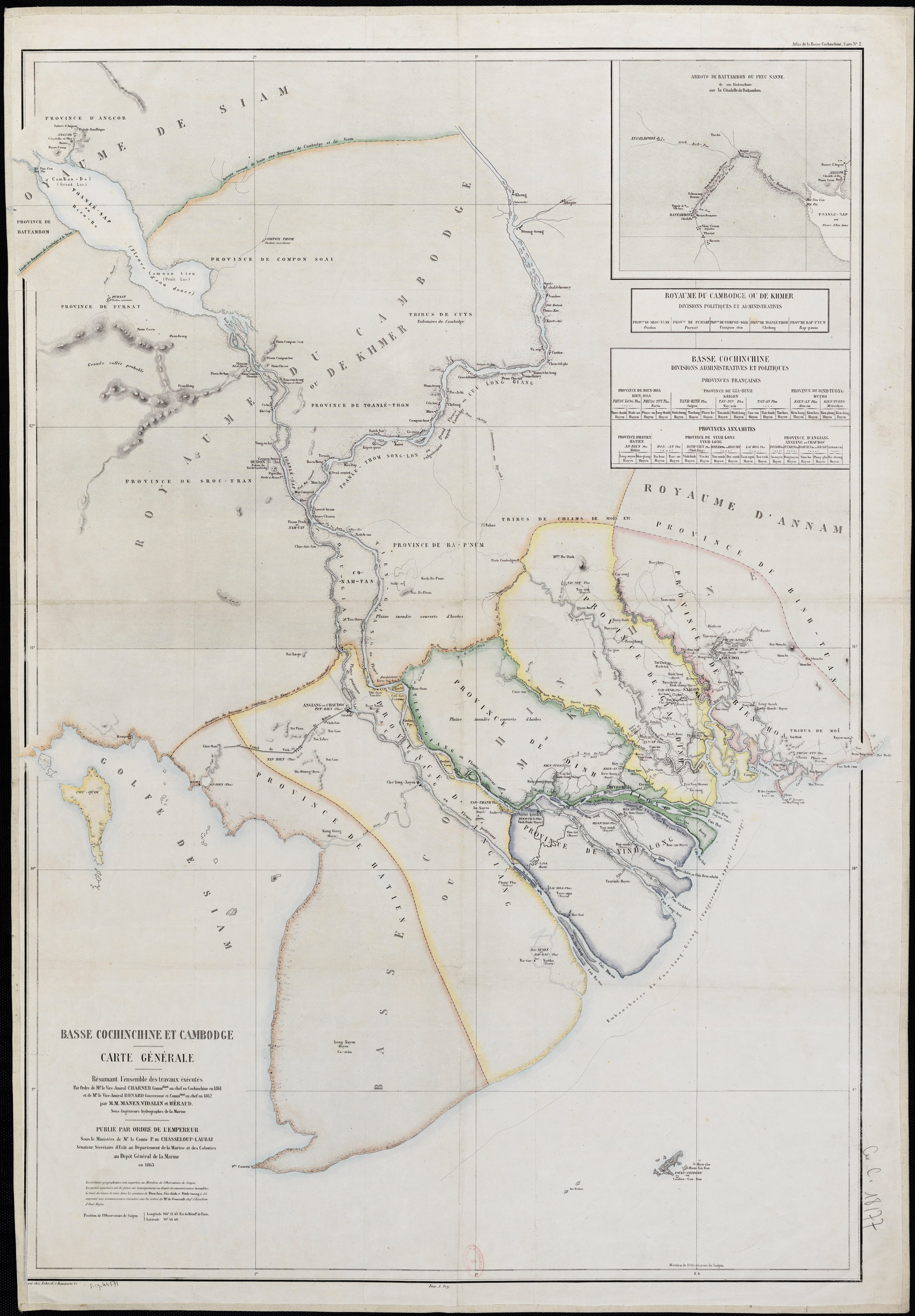
Huyện Long Xuyên (Cà Mau) tỉnh Hà Tiên trong bản đồ hành chính Nam Kỳ Lục tỉnh (Basse Cochinchine) năm 1863.

Long Xuyên là một huyện cũ thuộc tỉnh Hà Tiên thời Nhà Nguyễn Việt Nam.
Huyện Long Xuyên thời Nhà Nguyễn độc lập, thuộc phủ An Biên tỉnh Hà Tiên Nhà Nguyễn, tỉnh từng tồn tại trong khoảng những năm (1832-1867). Vốn huyện Long Xuyên thời Chúa Nguyễn và đầu thời Nhà Nguyễn là đạo Long Xuyên, được Chúa Nguyễn lập ra năm Đinh Sửu (1757), khi Mạc Thiên Tích (tức Mạc Thiên Tứ) đem đất các phủ huyện Hà Tiên dâng cho Chúa Nguyễn. Vùng đất huyện Long Xuyên, của Hà Tiên xưa, ngày nay có thể là toàn bộ địa bàn tỉnh Cà Mau của Việt Nam.
Theo Đại Nam nhất thống chí: "Năm Đinh Sửu, nước Cao Miên có loạn, Nặc-Tôn chạy sang Hà-tiên, Thiên Tứ xin với (Chúa Nguyễn) cho hộ tống về nước, Nặc Tôn lấy làm ơn huệ, cắt cho đất 5 phủ là Châu-sum, Sài-mạt, Linh-quỳnh, Cần-vọt và Vũng-thơm để báo ơn, Thiên-Tứ đem đất 5 phủ ấy dâng cho triều đình. Cho thuộc về Hà-tiên quản hạt, rồi lập ra đạo Kiên-giang ở Rạch-giá, và đạo Long-xuyên ở Cà-mau, đều đặt quan lại để cai trị."
Năm Mậu Thân (1788), Nguyễn Ánh đem 2 đạo Long Xuyên và Kiên Giang (phần phía Nam tỉnh Kiên Giang ngày nay) nhập vào dinh Vĩnh Trấn (tiền thân của Vĩnh Long và An Giang). Thời Nhà Nguyễn, năm Gia Long thứ 7 (1805), cùng với Kiên Giang, Long Xuyên được đổi từ đạo sang huyện. Như vậy thời gian tồn tại của huyện Long Xuyên này là khoảng thời gian từ năm 1805 cho đến năm 1867 (khi Pháp chiếm 3 tỉnh Miền Tây Nam Kỳ: An Giang, Hà Tiên, Vĩnh Long). Năm Gia Long thứ 9 (1808), huyện Long Xuyên cùng với huyện Kiên Giang lại được cắt trở về thuộc trấn Hà Tiên như trước, và thuộc phủ An Biên trấn Hà Tiên. Năm Minh Mạng 13 (1832), tỉnh Hà Tiên được thành lập từ trấn Hà Tiên, huyện Long Xuyên thuộc phủ Quan Biên (đổi từ phủ An Biên sang cùng lúc đó). Năm 1834, phủ Quan Biên lại được đổi lại làm phủ An Biên, huyện Long Xuyên thuộc phủ An Biên tỉnh Hà Tiên Nhà Nguyễn, cho tới khi bị Pháp chiếm.
Huyện Long Xuyên nguyên là đất Cà Mau (được Mạc Cửu mở mang). Theo Gia Định thành thông chí: Giai đoạn 1819-1825 huyện Long Xuyên gồm 2 tổng là tổng Tân Thủy (gồm 23 làng là: Tân Xuyên, Sai Phu, Tân Trạch, Mỹ Chánh, Bình Thạnh, Mỹ Thuận, Tân Long, Hòa Thạnh, Tân Đức, Bình Lâm, Minh Hương (xã), Tân Phong, Tân Qui, Tân Định, Phong Thạnh, Vĩnh Thạnh, Tân Thuộc, Tân Nghĩa, Tân Thái, Cát An, Tân An, Tân Bình, và Hòa Thạnh thuộc (làng người Hoa)) và tổng Quảng Xuyên (gồm 9 làng: Tân Hưng, Tân Thuận, An Phong, Tân Khánh, Tân Duyệt, Tân Ân, Lâm An, Hoàng Lạp Phú Thạnh, và San Du (ở đảo Sơn Lai)). Trước đó, thời Gia Long, giai đoạn 1805-1819 huyện Long Xuyên còn quản lý cả đảo Phú Quốc (lúc đó đảo này gồm 12 làng người Việt là: Dương Cảnh Đông, An Hòa, Vĩnh Thạnh, Thái Thạnh, Phước Lộc, Phú Đông, Cảm Sơn, Phước Sơn, Minh Hương thuộc (Phú Quốc), Tân Qui, Mỹ Thạnh, Tiên Tỉnh, và một làng người Hoa là Đường Nhơn thuộc). Thời Tự Đức giai đoạn 1847-1867, huyện Long Xuyên gồm 2 tổng với 55 làng xã, phía Tây giáp biển Tây (qua núi (còn gọi là lèn) Bạch Thạch (hòn Đá Bạc)), phía Nam (đến cửa Hàu) giáp Biển Đông, phía Đông giáp huyện Phong Thịnh tỉnh An Giang Nhà Nguyễn, phía Bắc giáp lâm phận rừng huyện Kiên Giang.